# Comunidades religiosas anglicanas

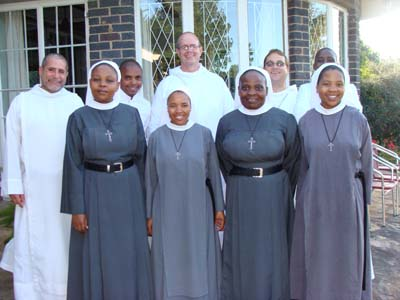
Noviças anglicanas na África do Sul.

Comunidades religiosas anglicanas ou Ordens religiosas anglicanas são comunidades de homens ou mulheres (ou em alguns casos comunidades mistas de ambos os sexos) na Comunhão Anglicana que vivem sob uma regra de vida comum. Os membros das ordens religiosas fazem votos que geralmente incluem os votos monásticos tradicionais de pobreza, castidade e obediência, ou o antigo voto de estabilidade, ou às vezes uma interpretação moderna de alguns ou de todos esses votos. Os membros podem ser leigos ou clérigos, mas geralmente incluem uma mistura de ambos. Eles levam uma vida comum de trabalho e oração, às vezes em um único local, às vezes distribuídos em vários locais.

## Títulos
Os membros das comunidades religiosas podem ser conhecidos como monges ou monjas, particularmente nas comunidades que exigem que seus membros vivam permanentemente em um único local; eles podem ser conhecidos como frades ou irmãs, um termo usado particularmente (embora não exclusivamente) por ordens religiosas cujos membros são mais ativos na comunidade mais ampla, muitas vezes vivendo em grupos menores. Entre os frades e irmãs, o termo mendicante às vezes é aplicado a ordens cujos membros são geograficamente móveis, freqüentemente se deslocando entre diferentes pequenas casas comunitárias. Irmão e irmã são formas comuns de endereço em todas as comunidades. Os títulos Pai e Mãe ou Reverendo Padre e Reverenda Mãe são comumente aplicados ao líder de uma comunidade, ou às vezes mais genericamente a todos os membros que foram ordenados como sacerdotes. Abade (líder) e Prior (vice-líder) da comunidade. Comunidades beneditinas às vezes aplicam os títulos Dom e Dama a membros professos do sexo masculino e feminino, em vez de Irmão e Irmã.

## Galeria

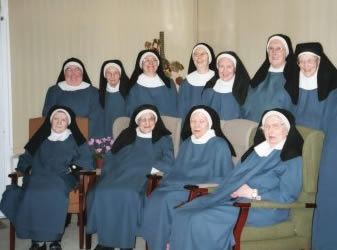
Irmãs de Betânia
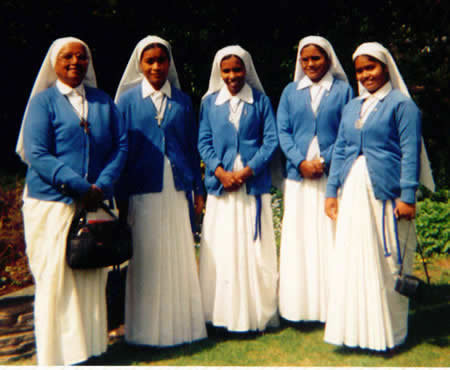
Servas de cristo
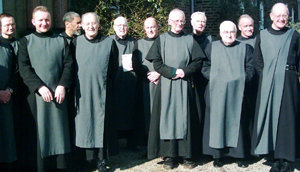
Comunidade da Ressurreição
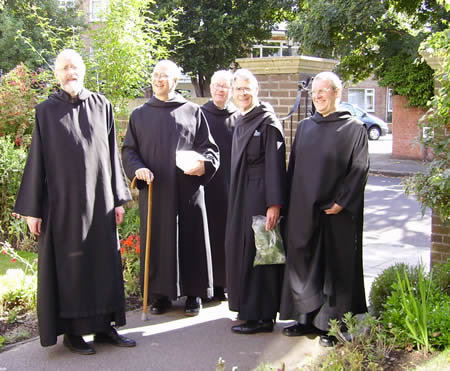
Abadia de Alton
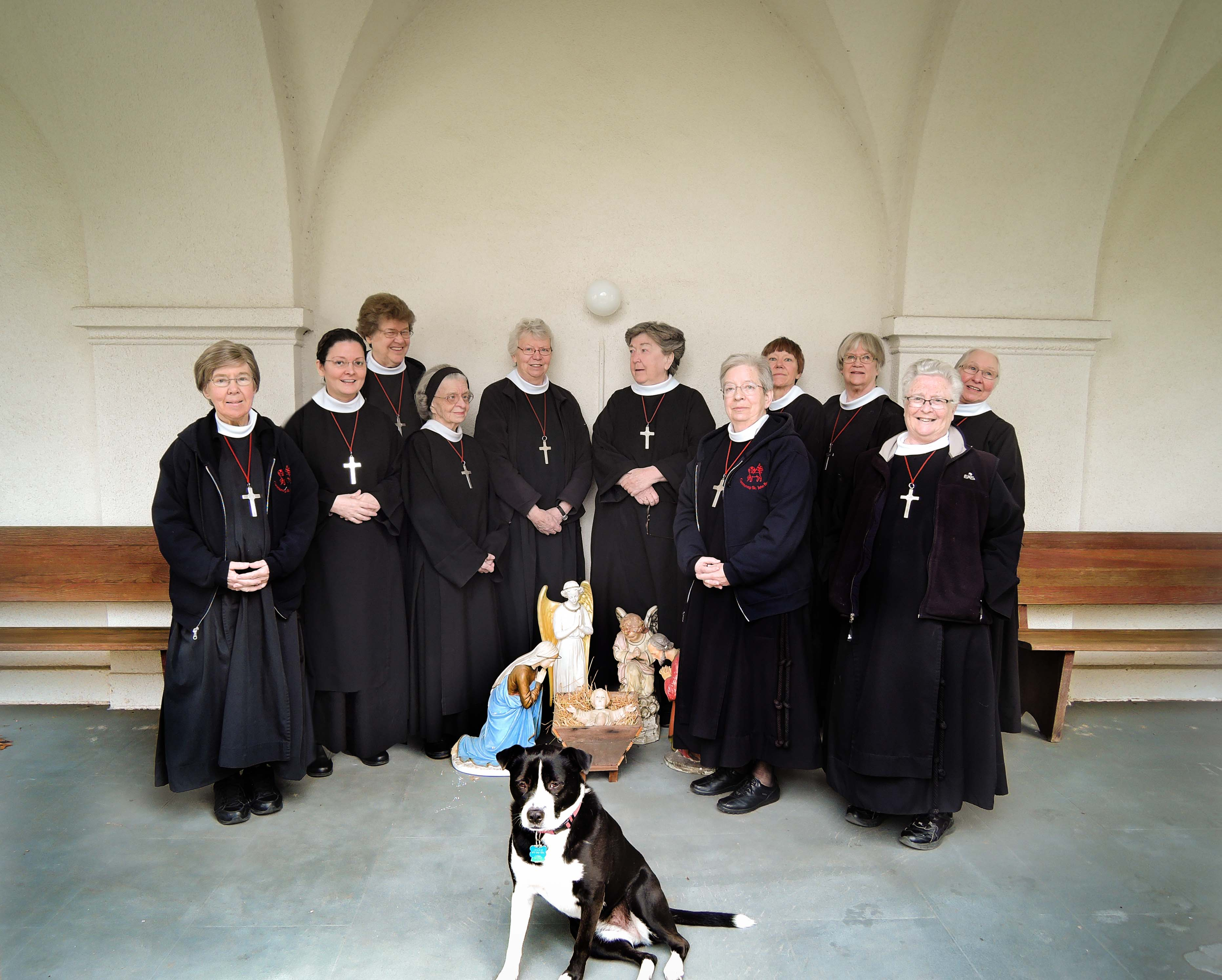
Comunidade de São João Batista em Mendham